# Magicicada septendecula
Magicicada septendecula é uma espécie de insecto da família Cicadidae.
É endémica dos Estados Unidos da América.